# Scindapsus treubii
Scindapsus treubii är en kallaväxtart som beskrevs av Adolf Engler. Scindapsus treubii ingår i släktet Scindapsus och familjen kallaväxter. Inga underarter finns listade.